# Marcelino Hernández Rodríguez
Marcelino Hernández Rodríguez (ur. 28 maja 1946 w San Luis Potosi) – meksykański duchowny rzymskokatolicki, w latach 2013–2021 biskup Colimy.

## Życiorys
Święcenia kapłańskie przyjął 22 kwietnia 1973 i został inkardynowany do archidiecezji guadalajarskiej. Był asystentem diecezjalnym kilku ruchów kościelnych oraz członkiem komisji ds. formacji duchowieństwa.
5 stycznia 1998 został mianowany biskupem pomocniczym Meksyku oraz biskupem tytularnym Ancusy, zaś miesiąc później przyjął sakrę biskupią z rąk kard. Norberto Rivera Carrery. 23 lutego 2008 otrzymał nominację na biskupa Orizaby, zaś 22 kwietnia 2008 kanonicznie objął urząd.
11 listopada 2013 papież Franciszek mianował go biskupem Colimy. 23 grudnia 2021 papież przyjął jego rezygnację z pełnionego urzędu, złożoną ze względu na wiek. 